# A strici visszatér
A strici visszatér  egy Dopeman album 2000 októberéből.

## Számok
1. Én I. (Intro)
2. A strici visszatér
3. Viki (Interlude)
4. Minden volt csajom
5. Hát mi volna jó?
6. Te nem tudod…
7. Micsoda frájer
8. Bűnöző
9. A legjobb
10. Mondd, hogy uuugh!
11. Én sohase láttam férfit sírni
12. Te mibe’ hiszel?
13. Függő vagyok
14. Nagymenők
15. Én II. (Outro)